# Arquidiócesis de Chieti-Vasto
La arquidiócesis de Chieti-Vasto (en latín: Archidioecesis Theatina-Vastensis y en italiano: Arcidiocesi di Chieti-Vasto) es una circunscripción eclesiástica de la Iglesia católica en Italia. Se trata de una arquidiócesis latina, sede metropolitana de la provincia eclesiástica de Chieti-Vasto. Desde el 26 de junio de 2004 su arzobispo es Bruno Forte.

## Territorio y organización

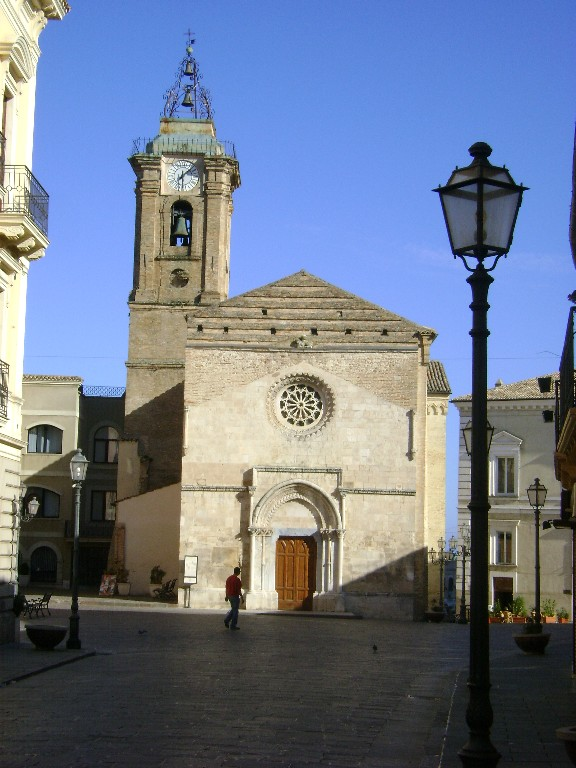
Concatedral de San José, en Vasto

La arquidiócesis tiene 2539 km² y extiende su jurisdicción sobre los fieles católicos de rito latino residentes en 91 comunas de la región de Abruzos:
- 78 en la provincia de Chieti: Altino, Archi, Atessa, Bomba, Bucchianico, Carpineto Sinello, Carunchio, Casacanditella, Casalanguida, Casalbordino, Casalincontrada, Casoli, Chieti, Civitaluparella, Civitella Messer Raimondo, Colledimacine, Colledimezzo, Cupello, Dogliola, Fallo, Fara Filiorum Petri, Fara San Martino, Filetto, Fossacesia, Fraine, Francavilla al Mare, Fresagrandinaria, Furci, Gessopalena, Gissi, Giuliano Teatino, Guardiagrele, Guilmi, Lama dei Peligni, Lentella, Lettopalena, Liscia, Miglianico, Montazzoli, Montebello sul Sangro, Monteferrante, Montelapiano, Montenerodomo, Monteodorisio, Orsogna, Paglieta, Palmoli, Palombaro, Pennadomo, Pennapiedimonte, Perano, Pietraferrazzana, Pollutri, Pretoro, Rapino, Ripa Teatina, Rocca San Giovanni, Roccamontepiano, Roccascalegna, Roccaspinalveti, San Buono, San Giovanni Teatino, San Martino sulla Marrucina, San Salvo, San Vito Chietino (en parte),[nota 1] Sant'Eusanio del Sangro, Scerni, Taranta Peligna, Torino di Sangro, Tornareccio, Torrevecchia Teatina, Torricella Peligna, Tufillo, Vacri, Vasto, Villa Santa Maria, Villalfonsina y Villamagna;
- 13 en la provincia de Pescara: Abbateggio, Bolognano, Caramanico Terme, Lettomanoppello, Manoppello, Roccamorice, Salle, San Valentino in Abruzzo Citeriore, Sant'Eufemia a Maiella, Scafa, Serramonacesca, Tocco da Casauria y Turrivalignani.

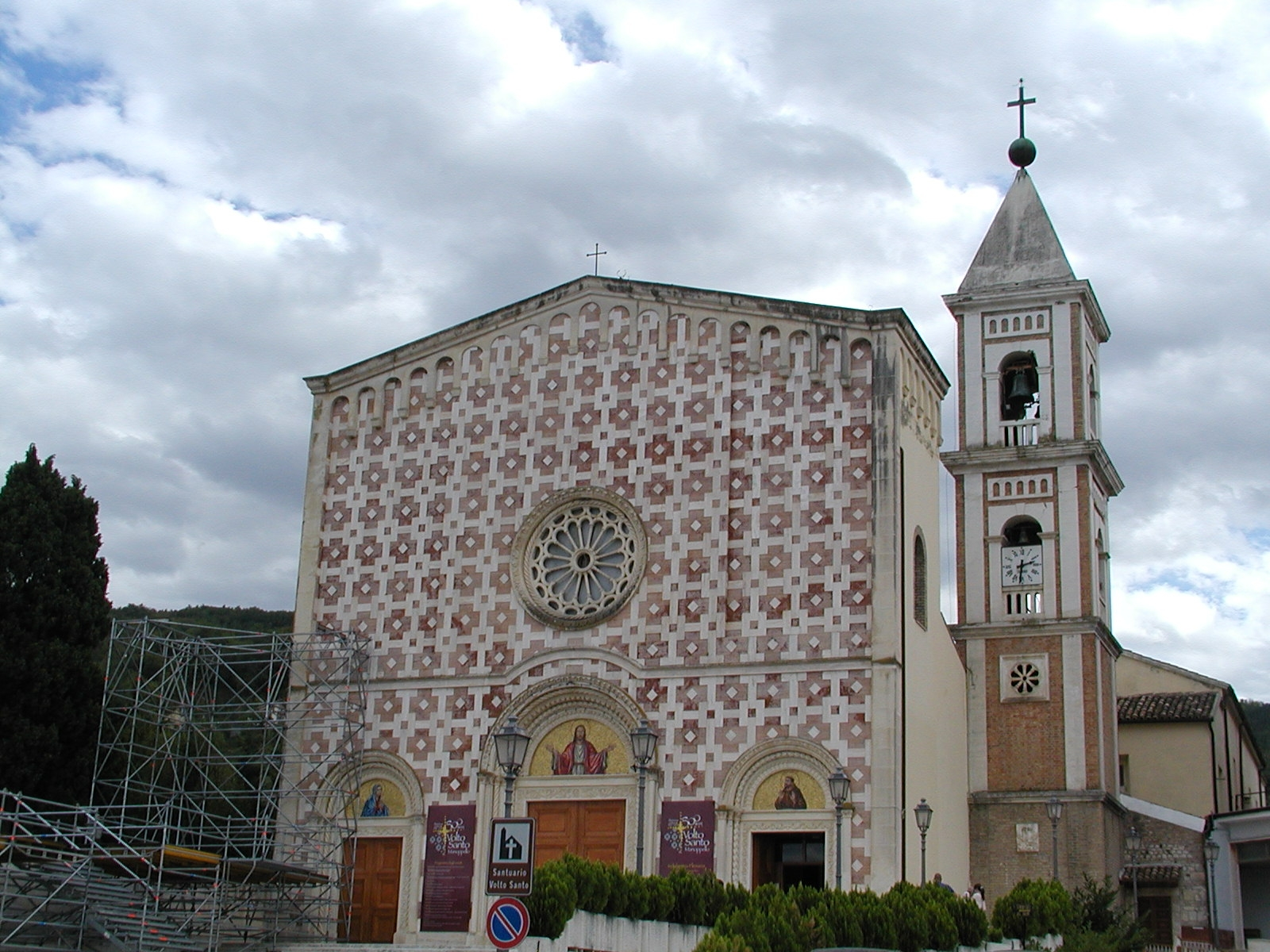
Basílica de la Santa Faz, en Manoppello

La sede de la arquidiócesis se encuentra en la ciudad de Chieti, en donde se halla la Catedral de San Justino, originalmente dedicada a santo Tomás el Apóstol, fue reconsagrada e intitulada a san Justino, por el obispo Atón I el 5 de noviembre de 1069. En Vasto se encuentra la Concatedral de San José. En el territorio se hallan además dos basílicas menores: de la Santa Faz, en Manoppello, y la basílica santuario de Santa María de los Milagros, en Casalbordino.

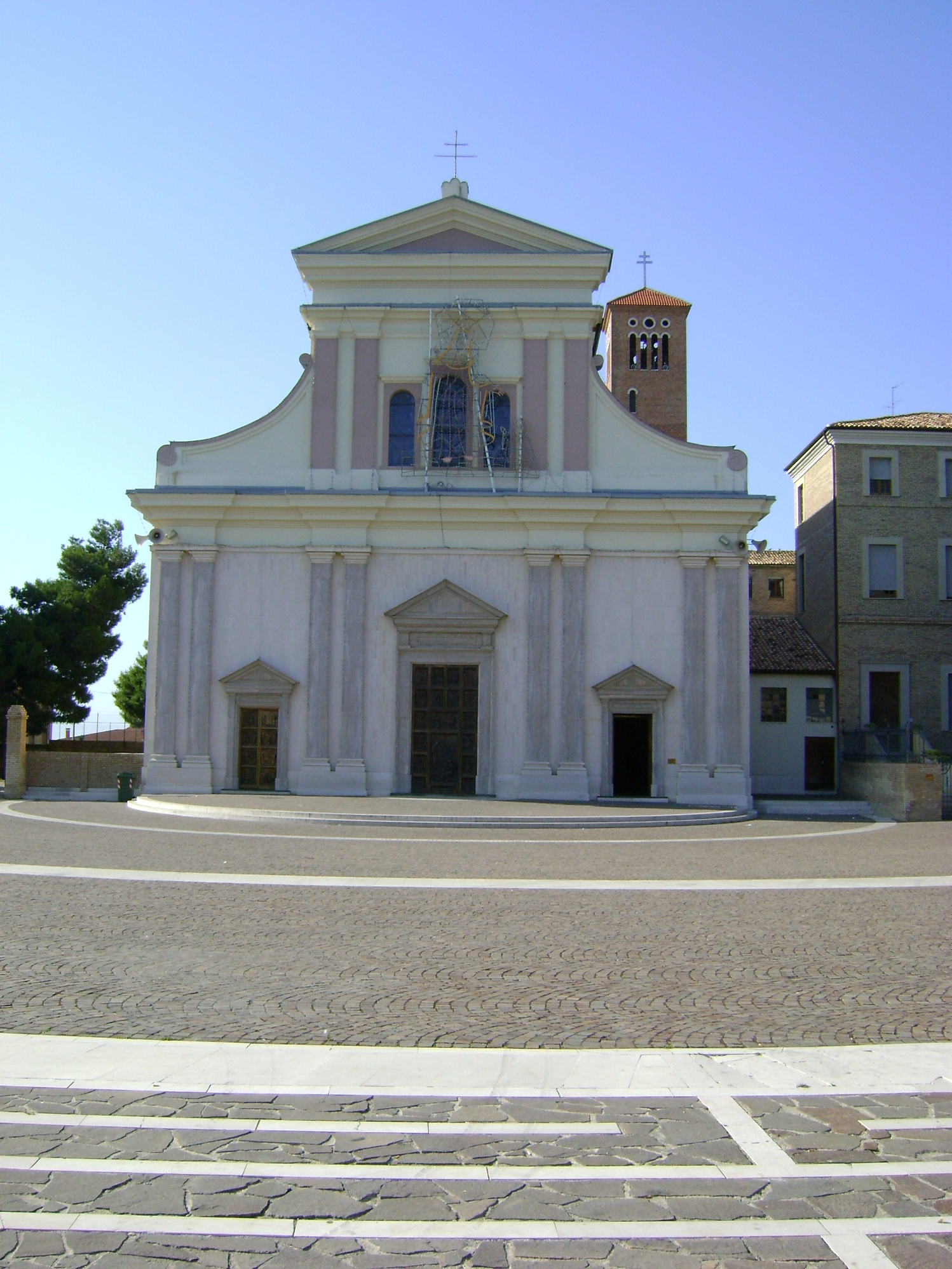
Basílica santuario de Santa María de los Milagros, en Casalbordino

La arquidiócesis tiene como sufragánea a la arquidiócesis de Lanciano-Ortona.

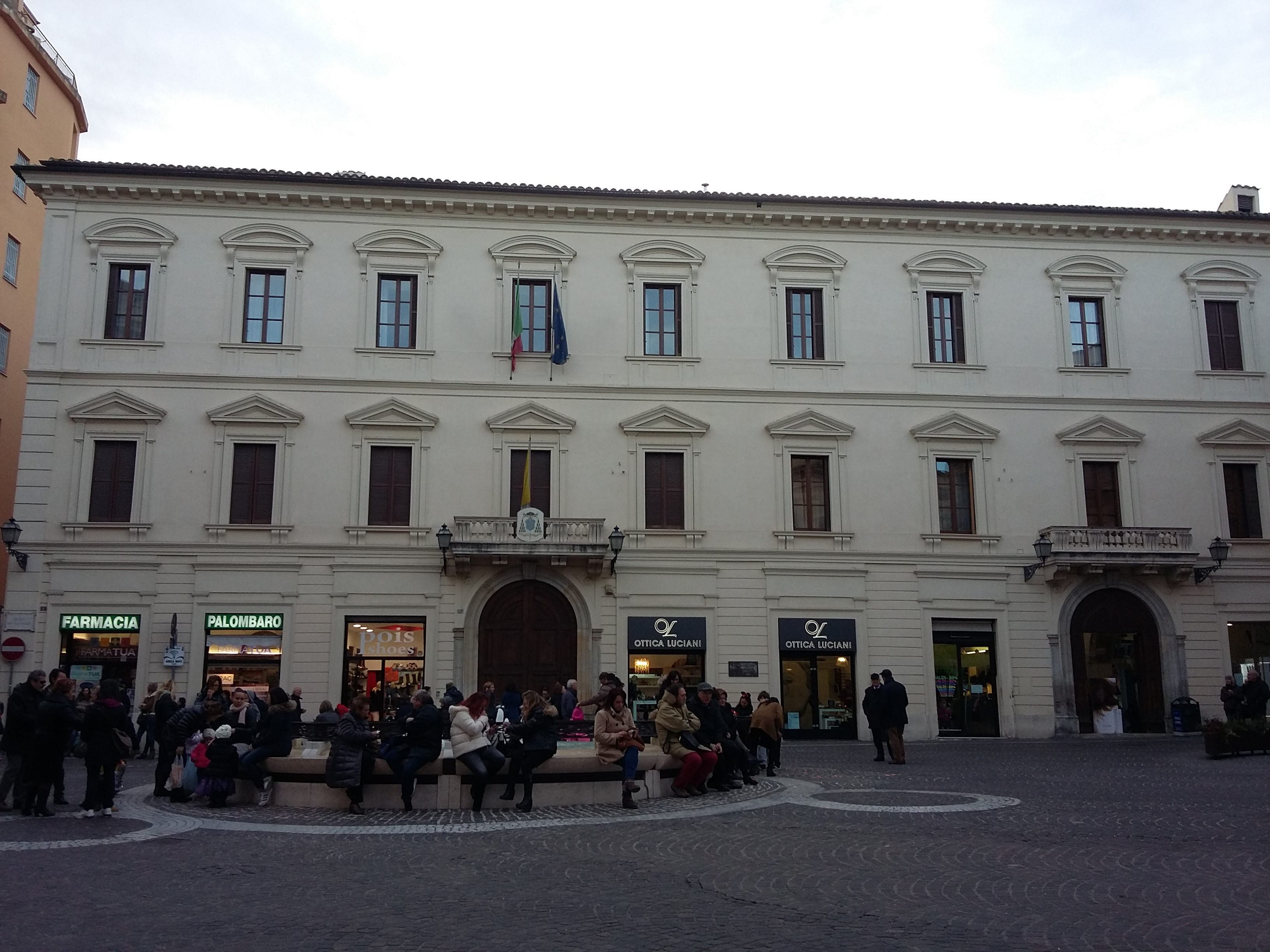
Palacio arzobispal de Chieti

En 2021 en la arquidiócesis existían 144 parroquias agrupadas en 10 zonas pastorales o foranías: Atessa, Casoli, Chieti, Chieti Scalo, Fossacesia-Casalbordino, Francavilla al Mare, Gissi, Guardiagrele, Scafa y Vasto.

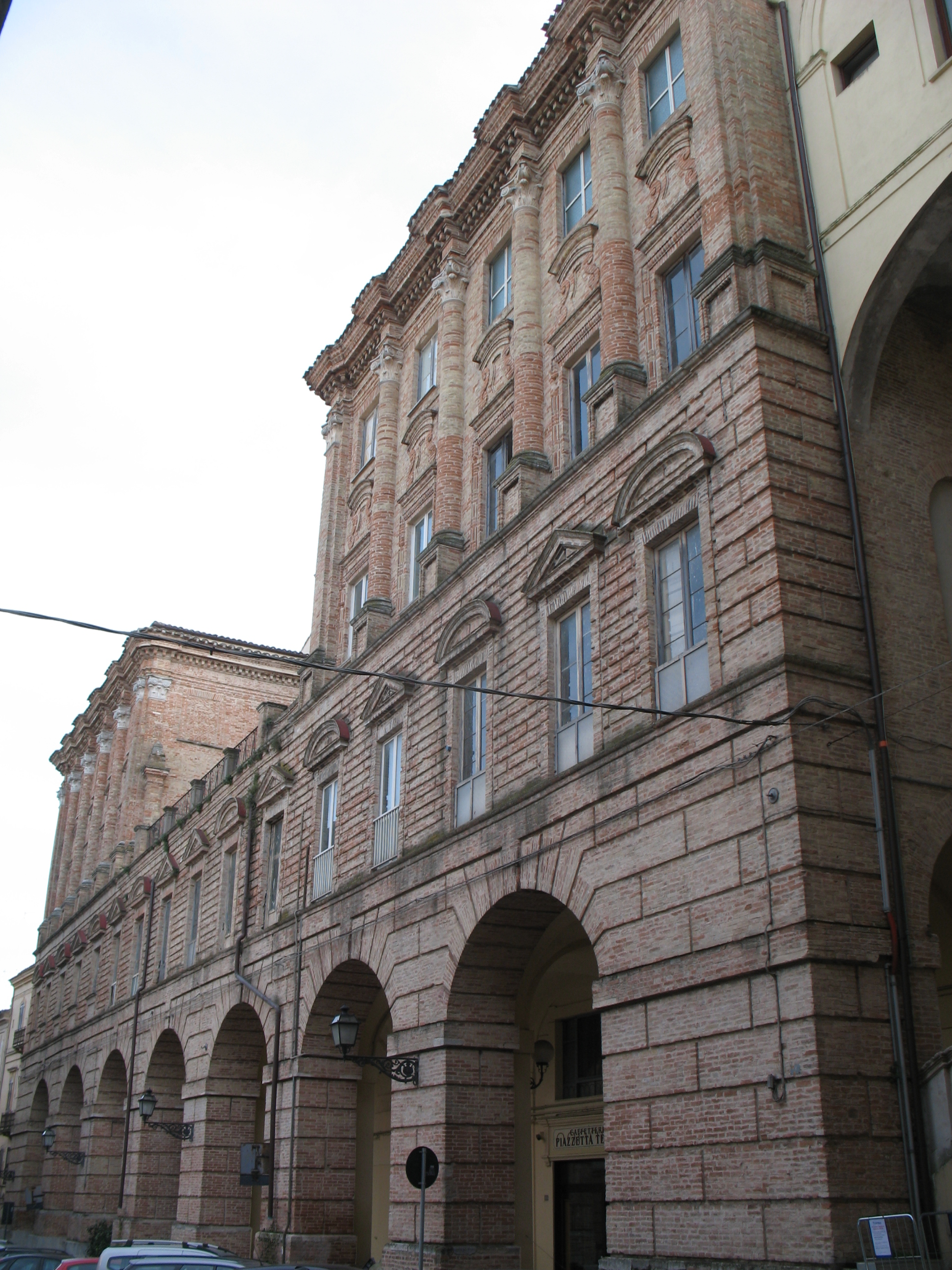
Seminario arzobispal teatino, fundado por Giovanni Oliva en 1568

## Historia
La actual arquidiócesis nació en 1986 de la unión de dos sedes episcopales anteriores: la diócesis de Chieti, históricamente documentada a partir de la primera mitad del siglo IX; y la diócesis de Vasto erigida el 23 de julio de 1853.

### Chieti

#### Los orígenes
El origen de la diócesis de Chieti es incierto y controvertido. La tradición atribuye su fundación a san Justino; aunque se ha documentado una ecclesia sancti Justini desde el año 840, la tradición que convierte a este santo en protoobispo de la diócesis teatina es bastante tardía y se remonta sólo al siglo XV. La misma tradición, no anterior al siglo XVI, relata, después de Justino, una serie de doce santos obispos, muchos de los cuales eran completamente desconocidos, que sin embargo la crítica hagiográfica excluye de la cronología de Chieti.
También es incierta la atribución del obispo Quinto, que participó en el concilio romano de 499 convocado por el papa Símaco. Según la edición crítica de las actas conciliares, Quinto no era obispo de la ecclesia Theatina, sino de la ecclesia Theanensis, es decir, de Teano. La tradición erudita asigna entonces al obispo Barbato a la sede de Chieti, a quien el papa Gregorio I confió el cuidado de la diócesis de Ortona, entonces vacante, en 594. Sin embargo, este nombre también parece estar excluido de la cronología teatina; de hecho, la carta de Gregorio Magno relativa a este acontecimiento no indica ni el nombre de Barbato ni la sede de Chieti asignada a este obispo.
Según Francesco Lanzoni, ninguno de los obispos citados por las cronologías tradicionales anteriores al siglo IX debe considerarse auténtico. Sin embargo, el historiador de Faenza no excluye la antigüedad de la diócesis, aunque no se conoce el nombre del obispo, probablemente ya existente antes de la invasión lombarda. De hecho, sostiene que «si no faltaba [un obispo] en la pequeña ciudad de los ecuos y marsos, tampoco debía faltar en la de los marruccinos. Por lo tanto, tampoco es improbable que la diócesis de Chieti se remonta al menos al siglo IV, como, en general, las diócesis italianas de las regiones italianas más remotas".

#### El medioevo
Los primeros obispos teatinos históricamente documentados se remontan sólo a mediados del siglo IX. El primero de ellos es Teodorico I, que convocó y presidió un sínodo en Chieti, celebrado el 12 de mayo de 840, que muestra la vitalidad y organización de la Iglesia teatina en este período y donde se hace mención de un predecesor del obispo Teodorico, sin mencionar su nombre. Los documentos relatan, además de la existencia de una ecclesia sancti Justini, también la ad honorem sancti Thomae, cerca de la cual se construyó el episcopio, y que se convirtió en el motor de la diócesis. La catedral teatina estuvo dedicada al apóstol santo Tomás al menos hasta finales del siglo XII y sólo más tarde se añadió el título de san Justino.
Después de Teodorico I, se conoce el obispo Lupo, que participó en el concilio romano de 844 y asistió a la coronación de Luis II por el papa Sergio II; y Pedro I, que firmó las actas del concilio romano de diciembre de 853 a través del archidiácono Orso.
A partir de este período, con la organización que adquirió la diócesis en el concilio de 840, Chieti se convirtió en el principal centro eclesiástico de la región, extendiendo su jurisdicción también sobre los territorios de Ortona, documentada como diócesis en la época tardorromana, de Vasta y en todo el sudeste de Abruzos. La unidad del territorio fue puesta en crisis por el poder de las grandes abadías del centro-sur de Italia (sobre todo Montecasino) que poseían varios feudos en la zona exenta de jurisdicción episcopal.
La bula del papa Nicolás II del 2 de mayo de 1059 definió con precisión los límites de la diócesis. «Andavano dalla località Tremonti sul Pescara, sotto Popoli, per il Morrone (monte de Ursa), salivano a Coccia, gola angusta fra Sulmona e Palena, e scendevano al fiume Aventino passando fra Lettopalena e Palena per poi salire lungo i monti Pizzi e raggiungere il fiume Sinello; proseguivano quindi fino al monte di Treste, dove nasce il fiume omonimo, e passavano al monte degli Schiavi fino al fiume Trigno; seguendo il Trigno arrivavano al mare e dalla foce del Trigno, lungo la costa adriatica, giungevano alla foce del Pescara per tornare, risalendo il fiume, fino a Tremonti.»
Entre los siglos XII y XIV, a través de las donaciones de diversas tierras y feudos, se vincularon al cargo de obispo de Chieti los títulos de barón de Villamagna, Orni, Forcabobolina y Astignano y, más tarde, también el de conde de Chieti.
A partir del siglo XIII las grandes órdenes mendicantes florecieron en la diócesis y, paralelamente, se desarrolló un notable movimiento eremítico cuyo exponente más famoso fue Pietro dal Morrone (futuro papa Celestino V) quien fundó la ermita de Santo Spirito a Maiella en Roccamorice en 1254, el primer núcleo de la congregación de monjes celestinos.

#### La Edad Moderna y Contemporánea
Durante los siglos siguientes, la sede episcopal de Chieti alcanzó cierto prestigio y comenzó a ser disputada por las principales familias del Reino de Nápoles. En 1505 Giampietro Carafa (más tarde papa con el nombre de Paulo IV) obtuvo el gobierno de la diócesis gracias a su tío Oliverio Carafa: cuando fundó la Orden de Clérigos Regulares con Cayetano de Thiene, les dio el nombre de teatinos, del nombre latino de su diócesis. También eran originarios de la diócesis (de Villa Santa María y Bucchianico respectivamente) los fundadores de otras dos de las nuevas órdenes de la Contrarreforma, Francisco Caracciolo de la Congregación Regular de Sacristanes Menores y Camilo de Lelis de los Clérigos Regulares Ministros de los Enfermos.
A principios del siglo XVI, el 27 de junio de 1515, Chieti perdió parte de su territorio para la erección de la diócesis de Lanciano. El 1 de junio de 1526, mediante la bula Super universas del papa Clemente VII, Chieti fue elevada al rango de arquidiócesis metropolitana y las diócesis de Penne, Atri y Lanciano fueron asignadas como sufragáneas. Chieti pronto perdió todas sus diócesis sufragáneas: primero Penne y Atri, devueltas a la sujeción inmediata a la Santa Sede por el papa Paulo III mediante la bula Inter cetera del 18 de julio de 1539; luego Lanciano, elevada a arquidiócesis por el papa Pío IV en 1561; Pío V restableció entonces la diócesis de Ortona (20 de octubre de 1570) y la declaró sufragánea de Chieti.
En la segunda mitad del siglo XVI los arzobispos se comprometieron personalmente en la implementación de los decretos de reforma del Concilio de Trento mediante visitas pastorales, la fundación del seminario arzobispal por Giovanni Oliva en 1568 y la celebración de los sínodos, el primero de los cuales es el de 1581 anunciado por Cesare Busdrago. Al mismo tiempo, aumentó la presencia de nuevas órdenes religiosas en la ciudad y en la diócesis, como los carmelitas descalzos, los jesuitas, los capuchinos, los mínimos y los escolapios.
En 1624 los oratorianos de Santa María en Vallicella, que tenían in commendam la abadía de San Giovanni in Venere, cedieron la jurisdicción eclesiástica sobre algunas parroquias de esta Iglesia nullius al arzobispo de Chieti: Fossacesia, Francavilla al Mare, Paglieta, Rocca San Giovanni, Sant'Eusanio del Sangro, San Vito Chietino y Vasto.
Con la reforma de las circunscripciones eclesiásticas llevada a cabo por el papa Pío VII mediante la bula De utiliori (27 de junio de 1818), algunas Iglesias nullius dioecesis del territorio fueron suprimidas y reunidas con la sede arzobispal de Chieti; entre éstas la prelatura de San Martino en valle de Fara San Martino, la prepositura de San Leucio y las tres abadías de Santa María en Monteplanizio en Lettopalena, San Clemente en Casauria y Santi Vito y Salvo). La misma bula suprimió la única sufragánea de Chieti, la diócesis de Ortona, que estaba unida a la de Lanciano.
Chieti quedó así sin sufragáneas y, para remediar la cuestión, a petición de Fernando II de las Dos Sicilias y del marqués Alfonso d'Avalos, el papa Pío IX mediante la bula In apostolica omnium ecclesiarum de 1853 desmembró la ciudad de Vasto de la arquidiócesis de Chieti y su distrito, erigiéndose una nueva diócesis, que fue confiada bajo administración perpetua al arzobispo de Chieti.
El 1 de julio de 1949, tras la reforma territorial que condujo al nacimiento de la diócesis de Penne-Pescara mediante la bula Dioecesium circumscriptiones del papa Pío XII, Chieti perdió las cinco parroquias de la suprimida comuna de Castellammare Adriatico, situado en la margen derecha del río Aterno-Pescara, que marcaba la antigua frontera con la diócesis de Penne.
El 31 de julio de 1950, mediante la carta apostólica Mirum sane, el papa Pío XII proclamó a la Bienaventurada Virgen María de los Milagros, venerada en el santuario de Casalbordino en la diócesis de Vasto, patrona de la arquidiócesis.
El 21 de marzo de 1977 la arquidiócesis de Chieti adquirió las parroquias de las comunas de Serramonacesca y Fara Filiorum Petri, y la parroquia de la aldea de Ripacorbaria en la comuna de Manoppello, que pertenecía a la abadía territorial de Montecasino, mediante el decreto Ad Casinum de la Congregación para los Obispos.
El 2 de marzo de 1982, mediante la bula Fructuosa ecclesiae del papa Juan Pablo II, dos nuevas sufragáneas fueron anexadas a la provincia eclesiástica de Chieti: Lanciano, que mantuvo sin embargo su dignidad arzobispal, y Ortona, unida aeque principaliter a Lanciano. El 24 de agosto del mismo año finalizó el régimen de administración perpetua y la diócesis de Vasto quedó unida aeque principaliter a la sede de Chieti. Al mismo tiempo, el arzobispo Vincenzo Fagiolo también fue nombrado obispo de Vasto.

### Vasto
Una comunidad cristiana en la antigua ciudad romana de Histonium, la actual Vasto, está atestiguada por primera vez a finales del siglo V en las cartas del papa Gelasio I (492-496). El pontífice escribió al obispo Celestino, cuya sede episcopal no está indicada, para encargarle que promoviera al clérigo Felicissimo al diaconado y al diácono Giuliano al presbiterado, ambos pertenecientes a la ecclesia Stoniensium. Estos indicios revelan «la existencia en la ciudad de Vasto, en el siglo V, de una comunidad cristiana bien organizada y estructurada... Si Vasto era, al mismo tiempo, también sede episcopal es una cuestión de interpretación controvertida».
De hecho, los autores están divididos sobre la interpretación de la carta del papa Gelasio, que para algunos, incluidos Lanzoni y Kehr, es un indicio de la existencia de una diócesis, que en ese momento estaba vacante; para otros, sin embargo, no hay razones suficientes para concluir que Vasto ya era una diócesis en la época tardorromana, ya que no hay otra mención en fuentes históricas posteriores y no se conoce ningún obispo de esta diócesis.
Desde el siglo IX, la ciudad y el territorio de Vasto pertenecían a la diócesis de Chieti. Desde el siglo XI al XVII la ciudad de Vasto, desde el punto de vista espiritual, dependió de la abadía de San Giovanni in Venere, exenta de jurisdicción episcopal e inmediatamente sujeta a la Santa Sede.
A principios del siglo XIX las dos parroquias de la ciudad, la de Santa Maria Maggiore y la de San Pietro, fueron abolidas y se estableció una nueva parroquia en la iglesia de San Giuseppe, elevada al rango de colegiata.
A petición del rey Fernando II y del marqués Alfonso de Ávalos, el papa Pío IX, mediante la bula In apostolica omnium ecclesiarum del 23 de julio de 1853, separó la ciudad de Vasto y su distrito incluido en el territorio de la arquidiócesis de Chieti, la erigió en obispado y erigió la colegiata de San Giuseppe en catedral; la nueva diócesis fue confiada bajo administración perpetua al arzobispo de Chieti. Para los oficios de la curia y del seminario se recuperó el antiguo colegio de los Clérigos Regulares de la Madre de Dios.
Además de Vasto, la nueva diócesis incluía 33 comunas: Archi, Atessa, Bomba, Carpineto Sinello, Carunchio, Casalanguida, Casalbordino, Colledimezzo, Cupello, Dogliola, Fraine, Fresagrandinaria, Furci, Gissi, Guilmi, Lentella, Liscia, Montazzoli, Monteferrante, Monteodorisio, Paglieta, Palmoli, Perano, Pietraferrazzana, Pollutri, Roccaspinalveti, San Buono, San Salvo, Scerni, Torino di Sangro, Tornareccio, Tufillo, Vasto y Villalfonsina.
Del 17 de febrero de 1940 al 26 de junio de 1948 la sede de Vasto, que había cambiado su nombre a Istonio, adoptó el nombre latino de dioecesis Histoniensis.
El 31 de julio de 1950, mediante la carta apostólica Imaginem Beatae Mariae, el papa Pío XII proclamó a la Bienaventurada Virgen María de los Milagros, venerada en el santuario de Casalbordino, patrona de la diócesis.
El régimen de administración perpetua se mantuvo hasta 1982. El 24 de agosto de ese año la Congregación para los Obispos nombró a Vincenzo Fagiolo, antiguo arzobispo de Chieti, también obispo de Vasto, cuya sede estaba unida aeque principaliter a la de Chieti. El doble título de arzobispo de Chieti y obispo de Vasto también fue asumido por su sucesor Antonio Valentini, hasta el decreto de 1986.

### Las dos sedes unidas
El 30 de septiembre de 1986, mediante el decreto Instantibus Votis de la Congregación para los Obispos, se estableció la unión plena de las dos diócesis de Chieti y Vasto y la nueva circusncripción eclesiástica tomó su nombre actual: archidiócesis de Chieti-Vasto.
El 7 de octubre de 1989 el arzobispo Antonio Valentini, al hacer ejecutivo el decreto que establecía, junto con la unión plena de las dos diócesis de Chieti y Vasto, la creación de un capítulo catedralicio único en la iglesia catedral de Chieti, estableció que el capítulo metropolitano estaría compuesto por 12 sacerdotes y presidido por un canónigo con el título de presidente: en las celebraciones corales, los canónigos visten la sotana negra, la rochet y la muceta carmesí.
El 31 de mayo de 2010 la parroquia de María Santísima Madre de Dios, en la aldea de Pretaro (comuna de Francavilla al Mare), fue separada de la arquidiócesis de Pescara-Penne y agregada a la arquidiócesis de Chieti-Vasto.

## Estadísticas
Según el Anuario Pontificio 2022 la arquidiócesis tenía a fines de 2021 un total de 284 205 fieles bautizados.
| Año                                                                             | Población            | Población | Población      | Sacerdotes | Sacerdotes    | Sacerdotes    | Bautizados por sacerdote | Diáconos permanentes | Religiosos | Religiosos | Parroquias |
| Año                                                                             | Bautizados católicos | Total     | % de católicos | Total      | Clero secular | Clero regular | Bautizados por sacerdote | Diáconos permanentes | Varones    | Mujeres    | Parroquias |
| ------------------------------------------------------------------------------- | -------------------- | --------- | -------------- | ---------- | ------------- | ------------- | ------------------------ | -------------------- | ---------- | ---------- | ---------- |
| 1949                                                                            | 350 000              | 350 000   | 100            | 297        | 207           | 90            | 1178                     |                      | 120        | 425        | 133        |
| 1958                                                                            | 333 468              | 335 468   | 99.4           | 284        | 190           | 94            | 1174                     | 1                    | 142        | 491        | 133        |
| 1970                                                                            | 292 000              | 294 030   | 99.3           | 282        | 180           | 102           | 1035                     |                      | 127        | 578        | 141        |
| 1980                                                                            | 290 029              | 296 029   | 98.2           | 270        | 171           | 99            | 1076                     | 6                    | 122        | 420        | 156        |
| 1990                                                                            | 311 500              | 316 500   | 98.4           | 245        | 158           | 87            | 1271                     | 6                    | 113        | 391        | 158        |
| 1999                                                                            | 316 000              | 321 162   | 98.4           | 235        | 159           | 76            | 1344                     | 6                    | 87         | 364        | 158        |
| 2000                                                                            | 313 935              | 315 865   | 99.4           | 248        | 167           | 81            | 1265                     | 5                    | 96         | 370        | 158        |
| 2001                                                                            | 313 855              | 315 865   | 99.4           | 251        | 166           | 85            | 1250                     | 15                   | 107        | 373        | 158        |
| 2002                                                                            | 313 855              | 315 875   | 99.4           | 235        | 155           | 80            | 1335                     | 14                   | 93         | 401        | 158        |
| 2003                                                                            | 310 350              | 314 800   | 98.6           | 230        | 151           | 79            | 1349                     | 14                   | 92         | 401        | 158        |
| 2004                                                                            | 308 600              | 313 500   | 98.4           | 226        | 146           | 80            | 1365                     | 14                   | 96         | 400        | 158        |
| 2006                                                                            | 305 882              | 312 982   | 97.7           | 223        | 148           | 75            | 1371                     | 17                   | 93         | 370        | 157        |
| 2013                                                                            | 297 000              | 316 300   | 93.9           | 247        | 145           | 102           | 1202                     | 20                   | 115        | 314        | 147        |
| 2016                                                                            | 307 779              | 333 454   | 92.3           | 218        | 136           | 82            | 1411                     | 21                   | 95         | 302        | 144        |
| 2019                                                                            | 287 000              | 322 876   | 88.9           | 232        | 142           | 90            | 1237                     | 23                   | 103        | 209        | 138        |
| 2021                                                                            | 284 205              | 312 827   | 90.9           | 208        | 136           | 72            | 1366                     | 24                   | 86         | 215        | 144        |
| Fuente: Catholic-Hierarchy, que a su vez toma los datos del Anuario Pontificio. |                      |           |                |            |               |               |                          |                      |            |            |            |

### Vida consagrada
Los institutos de vida consagrada y sociedades de vida apostólica masculinos presentes en el territorio diocesano son: Orden de los Clérigos Regulares Ministros de los Enfermos, Clérigos Regulares Menores, Congregación del Santísimo Redentor, Congregación de la Pasión, Congregación Sublacense de la Orden de San Benito, Familia de los Discípulos, Hijos de la Sagrada Familia, Hermanos de la Instrucción Cristiana de San Gabriel, Orden de los Hermanos Menores, Orden del Hermanos Menores Capuchinos, Orden del Hermanos Menores Conventuales y Sociedad Salesiana de San Juan Bosco. Entre los institutos y sociedades femeninas se encuentran: Apóstoles del Sagrado Corazón de Jesús, Clarisas, Hijas del Amor de Jesús y María, Hijas de la Caridad de San Vincente de Paúl, Hijas de la Cruz, Hermanas de San Andrés, Hijas de la Divina Providencia, Hijas de María Santisíma del Huerto, Hijas de San Camilo, Hijas de San José de Rivalba, Religiosas Franciscanas de San Antonio, Hermanas Adoratrices de la Sangre de Cristo, Hermanas Siervas de la Encarnación, Hermanas Clarisas de la Santísima Anunciación, Hermanas Convictrices del Niño Jesús, Hermanas Compasionistas Siervas de María, Hermanas de la Caridad de Santa Juana Antida Thouret, Hermanas de la Sagrada Familia de Spoleto, Hermanas de la Caridad de la Inmaculada Concepción, Hermanas Dominicas de la Obra Santa María de Nazareth, Hermanas Franciscanas Alcantarinas, Hermanas Franciscanas de Nuestra Señora del Perpetuo Socorro, Hermanas Franciscanas Misioneras de Jesús Niño, Hermanas Maestras de Santa Dorotea, Hermanas Misioneras de los Sagrados Corazones de Jesús y María, Hermanas Misioneras Pías Madres de los Negros, Hermanas Oblatas de María Virgen de Fátima, Hermanas Ursulinas Hijas de María Inmaculada, Hermanas Terciarias Franciscanas Isabelina y Hermanas Franciascanas de San Antonio de Padua.

## Episcopologio

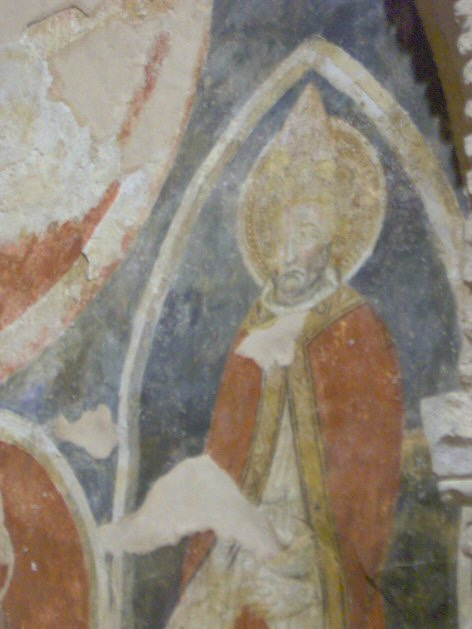
Según la tradición, Justino de Chieti fue el primer obispo de la diócesis de Chieti. Hoy es venerado como santo en la Iglesia católica

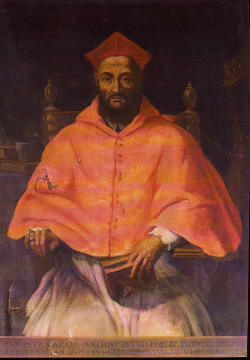
Gian Pietro Carafa (1476-1559), más tarde elegido papa con el nombre de Paulo IV, fue arzobispo de Chieti de 1537 a 1549

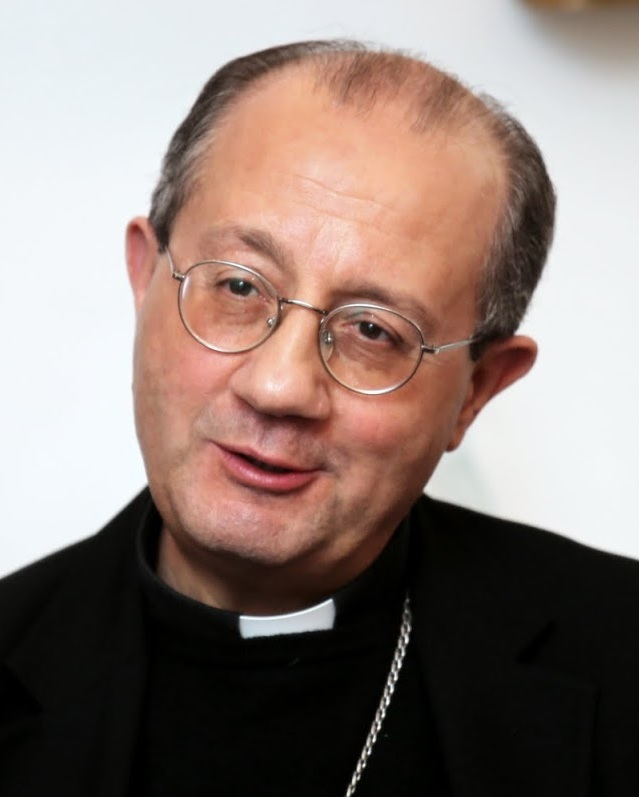
Bruno Forte, actual arzobispo de Chieti-Vasto

### Obispos y arzobispos de Chieti
- San Justino? †[nota 5]
- Quinto? † (mencionado en 499)[nota 6]
- Barbato? † (mencionado en 594)[nota 7]
- Teodorico I † (mencionado en 840)
- Lupo I † (mencionado en 844)
- Pietro I † (mencionado en 853)
- Teodorico II † (antes de noviembre de 879[26]-6 de junio de 888 falleció)
- Atinolfo † (mencionado en 904 circa)[nota 8]
- Rimo † (antes de 962?[nota 9]-12 de agosto de 964 falleció)
- Liuduino † (antes de 972-9 de marzo de 1008 falleció)
- Lupo II? † (1008-?)[nota 10]
- Arnolfo † (mencionado en 1049)
- Attone I dei Conti dei Marsi † (18 de abril de 1057-1071 falleció)[27]
- Teuzo † (1073/1074-?)[nota 11]
- Rainolfo † (antes de julio de 1086-circa 1105 falleció)[28]
- Ruggero † (?-24 de abril de 1107 falleció)[28]
- Alberico, O.S.B. † (?-circa 1110 renunció)[28]
- Guglielmo I † (1111-6 de junio de 1117 falleció)[28]
- Andrea I † (mencionado en 1118)[28]
- Gerardo † (3 de junio de 1118-circa 1125 falleció)[28]
- Attone II † (mencionado en 1125)[nota 12]
- Rustico † (mencionado en 1137)
- Roberto † (antes de noviembre de 1140-después de 1144)
- Alanno (o Alando) † (antes de noviembre de 1154-después de 1157)[nota 13]
- Andrea II † (antes de septiembre de 1173-después de mayo de 1185)[29]
- Pietro II? † (mencionado en 1191)[30]
- Bartolomeo † (1192-después de 1231)[29]
- Rainaldo? †[30]
- Gregorio di Poli † (antes de 1234-después de octubre de 1238)[29]
- Landolfo de Nápoles (Caracciolo?) † (documentado como episcopus electus el 11 de enero de 1252)[29]
- Alessandro de Frescarosa da Capua † (5 de septiembre de 1252[nota 14]-después de 1259 falleció)[29]
- Nicola da Fossa, O.Cist. † (27 de junio de 1262-después de 1278 falleció)[29]
- Tommaso † (31 de marzo de 1286-después de enero de 1291 falleció)
- Guglielmo † (mencionado en 1193)
- Rinaldo, O.P. † (17 de abril de 1295-circa 1303 falleció)
- Mattia † (29 de mayo de 1303-1303 falleció)
- Pietro III † (19 de julio de 1303-1320 falleció)
- Raimondo de Mausaco, O.Min. † (21 de febrero de 1321-21 de febrero de 1326 nombrado obispo de Aversa)
- Giovanni Crispano de Rocca † (21 de febrero de 1326-1335 falleció)
- Pietro Ferri † (10 de mayo de 1336-17 de noviembre de 1336 falleció)
- Beltramino Parravicini † (14 de diciembre de 1336-24 de noviembre de 1339 nombrado obispo de Como)
- Guglielmo Capodiferro † (17 de marzo de 1340-1352 falleció)
- Bartolomeo Papazzurri, O.P. † (24 de mayo de 1353-21 de julio de 1363 nombrado arzobispo de Patras)
- Vitale da Bologna, O.S.M. † (21 de julio de 1363-1373 falleció)
- Eleazario da Sabrano † (5 de septiembre de 1373-18 de septiembre de 1378 renunció)
  - Tommaso † (10 de noviembre de 1378-?) (antiobispo)
- Giovanni da Comino, O.S.B.Coel. † (19 de marzo de 1379-1396 falleció)
- Guglielmo Carbone † (18 de agosto de 1396-1418 falleció)
- Nicola Viviani † (1 de febrero de 1419-6 de noviembre de 1428 falleció)
- Marino de Tocco † (7 de enero de 1429-1438 falleció)
  - Giovanni Battista della Buona † (20 de octubre de 1438-1445 renunció) (obispo electo)
- Colantonio Valignani † (15 de marzo de 1445-1488 falleció)
  - Alfonso d'Aragona † (28 de febrero de 1488-16 de noviembre de 1496 renunció) (obispo electo)
- Giacomo Bacio Terracina † (16 de noviembre de 1496-1499 falleció)
  - Oliviero Carafa † (2 de febrero de 1500-20 de diciembre de 1501 renunció) (administrador apostólico)
- Bernardino Carafa † (20 de diciembre de 1501-1 de abril de 1505 nombrado arzobispo de Nápoles)
- Gian Pietro Carafa † (30 de julio de 1505-20 de diciembre de 1518 nombrado arzobispo de Brindisi)
  - Gian Pietro Carafa † (20 de diciembre de 1518-24 de agosto de 1524 renunció) (administrador apostólico)
- Felice Trofino † (24 de agosto de 1524-1527 falleció)
- Guido de' Medici † (3 de enero de 1528-1537 falleció)
- Gian Pietro Carafa † (20 de junio de 1537-22 de febrero de 1549 nombrado arzobispo de Nápoles)
- Bernardino Maffei † (9 de noviembre de 1549-16 de julio de 1553 falleció)
- Marcantonio Maffei † (17 de julio de 1553-14 de enero de 1568 renunció)
- Giovanni Oliva † (14 de enero de 1568-1577 falleció)
- Girolamo Leoni † (30 de octubre de 1577-1578 falleció)
- Cesare Busdrago † (11 de agosto de 1578-octubre de 1585 falleció)
- Giovanni Battista Castrucci † (21 de octubre de 1585-20 de marzo de 1591 renunció)
- Orazio Sanminiato † (20 de marzo de 1591-29 de enero de 1592 falleció)
- Matteo Sanminiato † (4 de marzo de 1592-febrero de 1607 falleció)
- Anselmo Marzato, O.F.M.Cap. † (12 de febrero de 1607-17 de agosto de 1607 falleció)
- Orazio Maffei † (3 de septiembre de 1607-11 de enero de 1609 falleció)
- Volpiano Volpi † (11 de marzo de 1609-antes del 16 de diciembre de 1615 renunció)
- Paolo Tolosa, C.R. † (16 de diciembre de 1615-3 de octubre de 1618 falleció)
- Marsilio Peruzzi † (26 de noviembre de 1618-7 de enero de 1631 falleció)
- Antonio Santacroce † (10 de marzo de 1631-9 de junio de 1636 nombrado arzobispo de Urbino)
- Stefano Sauli † (10 de noviembre de 1638-10 de febrero de 1649 falleció)
- Vincenzo Rabatta † (9 de diciembre de 1649-21 de noviembre de 1653 falleció)
- Angelo Maria Ciria, O.S.M. † (1 de junio de 1654-4 de abril de 1656 falleció)
- Modesto Gavazzi, O.F.M.Conv. † (19 de febrero de 1657-6 de marzo de 1657 falleció)
- Niccolò Radulovich † (10 de marzo de 1659-27 de octubre de 1702 falleció)
- Vincenzo Capece † (23 de abril de 1703-febrero de 1722 falleció)
- Filippo Valignani, O.P. † (20 de abril de 1722-febrero de 1737 falleció)
- Michele Palma † (6 de mayo de 1737-23 de marzo de 1755 falleció)
- Nicola Sánchez de Luna † (21 de julio de 1755-9 de abril de 1764 nombrado arzobispo a título personal de Nola)
- Francesco Brancia † (9 de abril de 1764-7 de enero de 1770 falleció)
- Luigi del Giudice, O.S.B.Coel. † (12 de marzo de 1770-1790 falleció)
- Ambrogio Mirelli, O.S.B. † (27 de febrero de 1792-22 de julio de 1795 falleció)
- Francesco Saverio Bassi, O.S.B.Coel. † (18 de diciembre de 1797-26 de marzo de 1821 falleció)
- Carlo Maria Cernelli † (19 de abril de 1822-18 de mayo de 1837 falleció)
- Giosuè Maria Saggese, C.SS.R. † (17 de septiembre de 1838-24 de abril de 1852 falleció)
- Michele Manzo † (27 de septiembre de 1852-23 de julio de 1853 nombrado también administrador perpetuo de Vasto)

### Arzobispos de Chieti y administradores apostólicos de Vasto
- Michele Manzo † (23 de julio de 1853-7 de marzo de 1856 falleció)
- Luigi Maria de Marinis † (18 de septiembre de 1856-27 de agosto de 1877 falleció)
- Fulco Luigi Ruffo-Scilla † (28 de diciembre de 1877-23 de mayo de 1887 renunció[nota 15])
- Rocco Cocchia, O.F.M.Cap. † (23 de mayo de 1887-19 de diciembre de 1900 falleció)
- Gennaro Costagliola, C.M. † (15 de abril de 1901-15 de febrero de 1919 falleció)
- Nicola Monterisi † (15 de diciembre de 1919-5 de octubre de 1929 nombrado arzobispo de Salerno)
- Giuseppe Venturi † (18 de febrero de 1931-11 de noviembre de 1947 falleció)
- Giovanni Battista Bosio † (24 de julio de 1948-25 de mayo de 1967 falleció)
- Loris Francesco Capovilla † (26 de junio de 1967-25 de septiembre de 1971 nombrado prelado de Loreto[nota 16])
- Vincenzo Fagiolo † (20 de noviembre de 1971-24 de agosto de 1982 nombrado también obispo de Vasto)

### Arzobispos de Chieti y obispos de Vasto
- Vincenzo Fagiolo † (24 de agosto de 1982-15 de julio de 1984 renunció)
- Antonio Valentini † (31 de diciembre de 1984-30 de septiembre de 1986 nombrado arzobispo de Chieti-Vasto)

### Arzobispos de Chieti-Vasto
- Antonio Valentini † (30 de septiembre de 1986-30 de septiembre de 1993 renunció)
- Edoardo Menichelli (10 de junio de 1994-8 de enero de 2004 nombrado arzobispo de Ancona-Osimo)
- Bruno Forte, desde el 26 de junio de 2004